# Jonas Orring
Jonas August Orring, född 7 november 1912 i Burträsk, död 8 november 1977 i Oscars församling, Stockholm, var en svensk ämbetsman inom skolsektorn, generaldirektör och chef för Skolöverstyrelsen 1969–1978. 

## Biografi
Jonas Orring, vars far var förste länsskogvaktare, gick ut tekniskt gymnasium i Örebro 1933 och blev fil. mag. 1945. Han blev ingenjör vid Hörnefors sulfitfabrik 1934 och Umeå flottningsförening 1939. Han blev lärare vid Bromma högre allmänna läroverk 1945, var läroverksadjunkt vid Blackebergs högre allmänna läroverk 1950–1961, blev rektor för Höglandsskolan 1952 och extra ordinarie undervisningsråd 1954 samt ordinarie 1961. Orring blev ställföreträdare för generaldirektören 1962, blev överdirektör för Skolöverstyrelsen 1964 och var dess generaldirektör och chef 1969–1978.
Orring var huvudsekreterare i 1957 års skolberedning 1957–1961 och blev politiskt sakkunnig vid Ecklesiastikdepartementet 1961. Han var ordförande i Sveriges yngre läroverkslärares förening 1950–1952 och vice ordförande i Läroverkslärarnas Riksförbund 1950–1953. Vidare deltog han i en rad utredningar inom skolsektorn och var ordförande i fackskoleutredningen 1963, i samarbetskommittén universitet–skola 1964, i utredningen om Socialhögskolan 1965, i kompetensutredningen 1965, i utredningen om skolans inre arbete 1970, i utredningen om skolan, staten och kommunerna 1972, ledamot i 1968 års utbildningsutredning och blev ordförande i föreningen Konst i skolan 1965. Orring blev ledamot av Sjöhistoriska museets nämnd 1972.
Orring är begravd på Hulterstads kyrkogård på sydöstra Öland.